# Pic en deuil
Mulleripicus funebris
Espèce
Statut de conservation UICN

 NT  : Quasi menacé
Le Pic en deuil (Mulleripicus funebris) est une espèce d'oiseau de la famille des Picidae, endémique du nord des Philippines.

## Liste des sous-espèces
- Mulleripicus funebris fuliginosus Tweeddale, 1877
- Mulleripicus funebris funebris (Valenciennes, 1826)